# Laraesima pilosa
Laraesima pilosa là một loài bọ cánh cứng trong họ Cerambycidae.